# 贵池话
貴池話是中國安徽省池州市貴池區的江淮官話洪巢片方言。

## 歷史
池州市貴池區地處安徽省南部長江南岸，東與銅陵市和蕪湖市南陵縣接壤，南與石台縣相鄰，西隔長江與安慶市相望，北接樅陽縣。2020年，第七次全國人口普查顯示，貴池共有人口63.6萬人。
貴池南部多山，中部为丘陵，北临长江。春秋时属吴國之地，战国时并于越國，后属楚國，西汉武帝时属丹阳郡辖石城县。历代曾多次在此设州置府，县史已有两千多年。宋、元、明等朝代，外来方言与本地土语互相渗透，贵池方言底层逐步形成。由于交通不便，境内各地形成了小方言，竟發展到相鄰鄉鎮的人都聽不懂的地步。太平天国之亂后，由於戰爭使貴池土著人口屠殺殆盡，桐城、枞阳、庐江等地客籍农民随之移居贵池西部、北部沿江地帶。他们乡音难改，至今仍与当地方言判然有别。
貴池話屬於淮语洪巢片，其特點為：

- 四呼俱全，尖团音不分；
- 保留中古入声调，入声分阴阳；
- 存在文白異讀現象。

## 音系
貴池話代表點（池州鎮）音系如下：

### 聲母
22個，包含零聲母。

p　pʰ　m　f

t[a]　tʰ　n[b]

ts　tsʰ　s

tʂ　tʂʰ　ʂ　ʐ

tɕ　tɕʰ　ɕ

k　kʰ　ŋ[c]　x

Ø[d]

a^ [t]發音時，舌尖靠前，稍平，翹舌程度不如北京話；

b^ [n]發音時與[l]不分，在洪音前腭化，有時為[ɲ]；

c^ [ŋ]系聲母發音部位與[k]系聲母相同。

### 韻母
44個。

ɿ  ʅ  o[e]  ə  ɛ  ɔ  a  ei

i  iə[f]  iɛ  iɔ  ia

u[g]  uɛ  uei[h]

eĩ  õ  ɛ͂  ã  ən[i]  əŋ  ŋ̩  øʔ  əʔ  ɛʔ 

ĩ  iõ  iɛ͂  iã  in  iəŋ  iʔ  iəʔ  iɛʔ

uɛ͂  uã  uən  uɛʔ

yĩ  yin  yiʔ  yəʔ

e^ [o]的實際發音介於[o]與[ɔ]之間，近於[ɷ]；

f^ 處於其他母音之前的[i]、[u]、[y]均為介音而非主母音；

g^  [u]舌位較前，不圓唇。做單韻母時，發音部位較緊，常帶有輕微摩擦，與[v]結合時，整個音節實際音值接近[v̩]；

h^ [ei]、[uei]中的韻尾實際音值為[ɪ]；

i^ [-n]實際音值稍前稍上、[-ŋ]實際音值較靠前、[-ʔ]代表緊喉動作。

## 語法

### 詞法

#### 詞尾
“～子”尾
“～子”尾丰富。具体可分为二种情况：

- 与普通话中的“～子”尾一致，毋庸赘述，如：儿子、嫂子、老子、腰子、瞎子…，等等；
- 与普通话中的“～儿”尾相当，如：小辫子、裤头子、菜叶子、梨子、跳绳子…，等等。

“～頭”尾
- 与普通话中的“～頭”尾一致，毋庸赘述，如：石头、山头、木头、口头、心头、肩膀头…，等等；
- 方言特有，动词加“～頭”尾构成名词，前面嵌入“有”或“有～”表示评价意味，如：看头(这台戏有看头)、讲[kan213]头(这种人有什么讲头)、怕头、想头、盼头、吃头、惯头、客气头…，等等；
- 方言特有，形容詞加“～頭”尾构成名词，如苦头、甜头、花头、滑头、尖头。

“～格”尾
在貴池話中，“格”是“家[kã35]”的变读。具体可分为二种情况：

- 名詞加“～格”尾表示“～的”，如：根（“今”的變讀）年格、往年格、昨日格、老人格、男人格、妇人格。
- 動詞加“～格”尾表示感觉，表示“真可恨、太吵人”。在贵池话中，一律在動词后加“人格”(读轻声)，如：即气人格、恨人格、吵人格、闷人格、烫人格、急人格、晒人格。

“～兒”尾
“～兒”尾自成音节，也当词尾用，但儿化词远不及普通话那样丰富。具體分為二种情况：

- 与普通话中的“～兒”尾一致，毋庸赘述，如：洋画儿、八哥儿，以及兒童單字乳名，等等；
- 方言特有，如：躲猫儿(捉谜藏)、扳不倒儿(不倒翁)、讲[kan213]俏咬儿(说俏皮话)、小雀[tsʰi35]許兒（指雞毛蒜皮的事）…，等等。

#### 重疊
在貴池話中，名詞重疊、動詞重疊、形容詞重疊與普通話一致。

#### 形容词中的词缀
基本上與普通話一致。

#### 特殊用法
- “逗[teu52]”在普通話中作逗趣、逗笑，是褒意的，但贵池话却作贬意词“欺骗”、“撒谎”用。
- 贵池话中“短[ton213]”有时作“拦截”用。
- 贵池话里“壳[kʰõ35]”这个词使用频率较高，它的含意当“没有”讲。

### 句法

#### 疑问句
贵池话表示疑问的句式併不用语气词“吗”，而是借助疑问语气词“可”[kʰõ35]来表示疑问。
例句：

可来?(来吗?来不来?)

水可开了?(水开了没有?)

他们可是教师?(他们是教师吗?)

你们可去看电影?(你们去不去看电影?)

你可吃饭了?(你吃饭了吗?)

小李借的书可还了(小李借的书还了没有?)

#### “把”字句
贵池话中的“把”，既可作介词用，又可作动词用。
例句：

把本书我。(给我一本书)

这本书把你吧!(这本书送给你)

你把我写封信。(你替(帮)我写封信)

把婆家。(嫁到婆家去)

把奶。(婴儿吃母亲的奶)

把屎把尿。(端起孩子撒屎撒尿)

## 外部鏈接
- 貴池話日常生活常用語 （页面存档备份，存于）

## 註解
1. ↑  今池州市主城區。
2. ↑  只有重讀音拉長才有中升調35。